# Володимирівка (Апостолівська міська громада)
Володи́мирівка (до 1896 — Тригубівка) — село в Україні, в Апостолівській міській територіальній громаді Криворізького району Дніпропетровської області.
Населення — 492 мешканці.

## Географія
Село Володимирівка на півдні межує з селом Сергіївка та на півночі з селом Шевченко. До села примикає великий масив іригаційних каналів.

## Історія
Володимирівка виникла як військове поселення в другій половині XIX століття.
Станом на 1886 рік у селі Михайлівської волості Херсонського повіту Херсонської губернії мешкало 208 осіб, налічувалось 19 дворів, існувала земська станція.

## Населення
Згідно з переписом УРСР 1989 року чисельність наявного населення села становила 530 осіб, з яких 242 чоловіки та 288 жінок.
За переписом населення України 2001 року в селі мешкали 484 особи.

### Мова
Розподіл населення за рідною мовою за даними перепису 2001 року:
| Мова       | Відсоток |
| ---------- | -------- |
| українська | 95,53 %  |
| російська  | 4,07 %   |
| білоруська | 0,20 %   |
| молдовська | 0,20 %   |

## Об'єкти соціальної сфери
У селі працює Володимирівська ЗОШ І-ІІІ ступенів, ФАП, бібліотека, планується відкриття дитячого садка.